# Harije
Harije je naselje v Občini Ilirska Bistrica.